# Trigeminusneuralgie

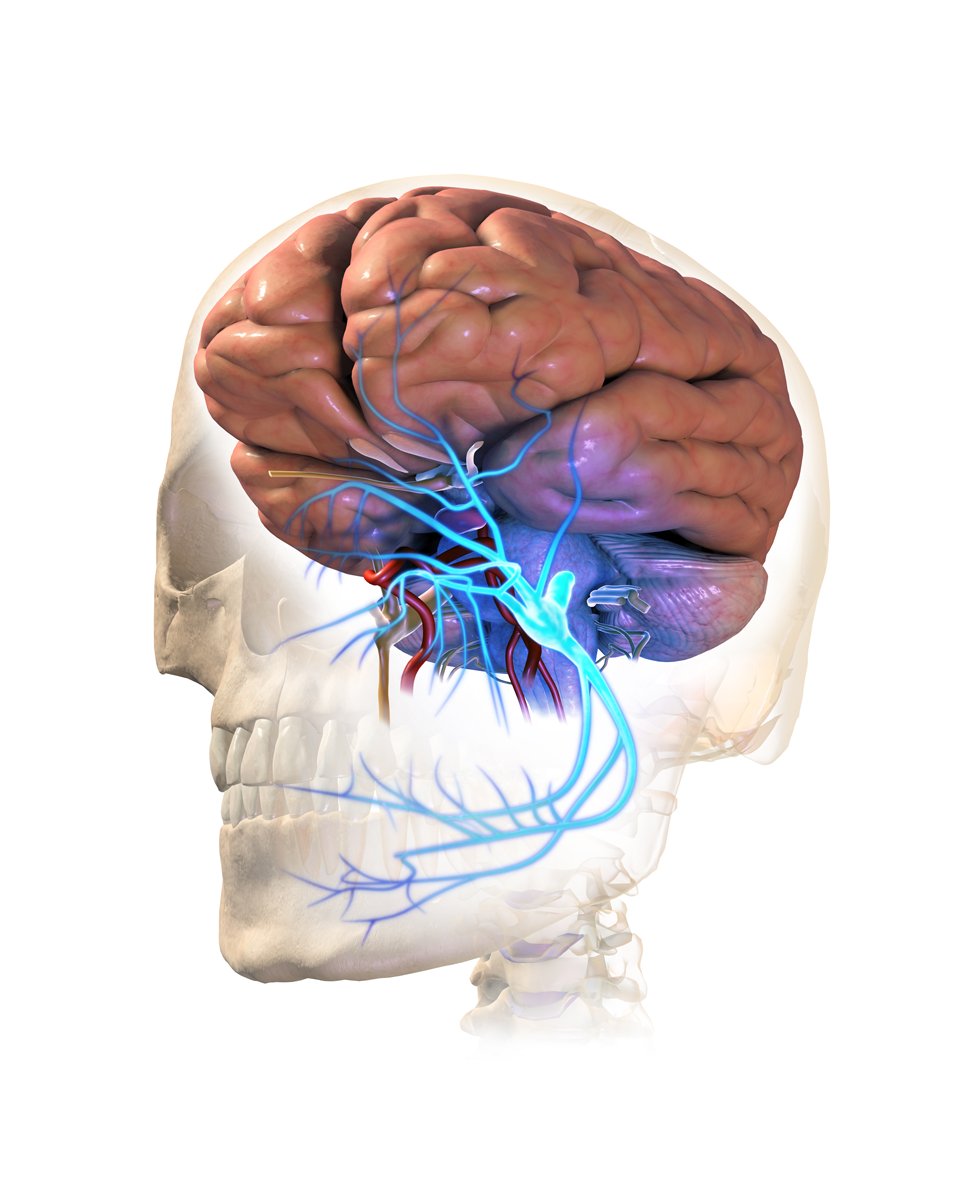
Nervus trigeminus

Die Trigeminusneuralgie (auch Tic douloureux, von französisch tic ‚[nervöses] Zucken', und douloureux ‚schmerzhaft‘) ist eine Form des Gesichtsschmerzes (Gesichtsneuralgie, Prosopalgie, lateinisch prosopalgia). Es handelt sich um einen äußerst schmerzhaften Reizungszustand des fünften Hirnnervs, des Nervus trigeminus, der aus drei Nervenästen besteht, die den Stirnbereich, den Oberkiefer und den Unterkiefer versorgen. Die Bezeichnung als Tic douloureux weist auf das gelegentlich den Schmerz begleitende reflektorische Zucken der Gesichtsmuskulatur hin. Davon abzugrenzen sind der atypische Gesichtsschmerz und andere Gesichtsschmerzen.

## Formen
Man unterscheidet eine klassische oder idiopathische von einer symptomatischen Trigeminusneuralgie: Bei der idiopathischen Trigeminusneuralgie, die den atypischen Gesichtsschmerz auslöst, ist die Ursache weitgehend unbekannt, bei der symptomatischen Trigeminusneuralgie kann dagegen eine Ursache gefunden werden. Allerdings findet man auch bei der idiopathischen Trigeminusneuralgie häufig ein anatomisches Korrelat – es besteht ein enger Kontakt zwischen einem Gefäßast und einem Ast des Nervus trigeminus, so dass dieser Umstand als Ursache vermutet werden kann. Die symptomatische Trigeminusneuralgie kann beispielsweise die Folge eines Entzündungsprozesses, z. B. bei der Multiplen Sklerose (MS), oder eines Hirntumors sein. Diese Unterscheidung ist klinisch relevant, weil sich das therapeutische Vorgehen unter anderem danach richtet. Entzündungen des Nervus trigeminus bezeichnet man als Trigeminusneuritis und können mit einer Lähmung der Kaumuskulatur und Hypästhesie verbunden sein.

## Epidemiologie

### Idiopathische Trigeminusneuralgie
Die idiopathische Trigeminusneuralgie tritt erstmals nach dem 40. Lebensjahr auf. Die Inzidenz liegt bei Frauen bei 5,9 auf 100.000 Personen pro Jahr, bei Männern bei 3,9 auf 100.000 Personen pro Jahr. Am häufigsten sind der zweite (Nervus maxillaris) und dritte Trigeminusast (Nervus mandibularis) alleine (18 % bzw. 15 %) oder kombiniert (ca. 40 %) betroffen. Beidseitige Trigeminusneuralgien sind mit ca. 3 % selten.

### Symptomatische Trigeminusneuralgie
Die symptomatische Trigeminusneuralgie tritt erstmals vor dem 40. Lebensjahr auf. Sehr viel häufiger finden sich der Befall des 1. Trigeminusastes (Nervus ophthalmicus) sowie beidseitige Nervenschmerzen.

## Symptome
Die Erkrankung war bereits im Altertum und im Mittelalter bekannt, etwa bei Avicenna. Einer der ersten exakten Beschreiber der Trigeminusneuralgie war 1773 John Fothergill.
Charakteristisch ist der spontane oder getriggerte, blitzartig einschießende Schmerz im Bereich eines oder mehrerer Trigeminusäste (meist zweiter und dritter Ast, selten der erste Ast). Der Schmerz hält meist für wenige Sekunden an, selten bis zu zwei Minuten. Ebenfalls können auf die Schmerzattacke vegetative Erscheinungen im Versorgungsgebiet des entsprechenden Trigeminusastes folgen, etwa Rötung oder Sekretion der Tränen- und/oder Speicheldrüsen beziehungsweise der Nase. Diese Erscheinungen können, besonders nach langer und ausgeprägter Attacke, differentialdiagnostisch gegen das Vorliegen einer idiopathischen Trigeminusneuralgie sprechen. Die Attacken treten mehrmals pro Tag über Wochen, manchmal 3 bis 4 mal pro Minute, und über Monate auf; zu Beginn sind auch wochen- bis monatelange schmerzfreie Intervalle möglich.
Als Auslöser können wirken: Kauen, Sprechen, Schlucken, Zähneputzen, Berührung im Gesicht, kalter Luftzug, Bewegungen der Gesichtsmuskulatur.
Bei der idiopathischen Trigeminusneuralgie besteht zwischen den einzelnen Schmerzattacken Schmerzfreiheit, hingegen können bei der symptomatischen Trigeminusneuralgie auch zwischen den Attacken Missempfindungen oder ein dumpfes Schmerzgefühl bestehen bleiben. Bei der symptomatischen Trigeminusneuralgie kommt es häufiger zur Beteiligung des ersten Trigeminusastes und einem beidseitigen Auftreten. Diese Patienten haben häufig eine Gefühlsstörung im Versorgungsgebiet des betroffenen Trigeminusastes.
Jahrelang geplagte Patienten entwickeln oft ein Vermeidensverhalten und gehen beispielsweise nicht mehr ins Freie (wenn kalte Luft als Auslöser wirkt), waschen oder rasieren sich im betroffenen Gesichtsbereich nicht mehr, wenn schon leichte Berührung als Auslöser wirkt. Begleitet wird die Trigeminusneuralgie häufig von einer depressiven Verstimmung. Die Suizidrate ist bei Betroffenen signifikant erhöht.

Versorgungsgebiete des Nervus trigeminus mit den einzelnen Ästen auf der rechten Gesichtshälfte, Ansicht von lateral; V_{1} = Erster Trigeminus-Ast, Nervus ophthalmicus, V_{2} = Zweiter Trigeminus-Ast, Nervus maxillaris, V_{3} = Dritter Trigeminus-Ast Nervus mandibularis

## Stärke der Schmerzen
Die Schmerzen, die bei der Trigeminusneuralgie auftreten, gehören neben dem Cluster-Kopfschmerz zu den stärksten für den Menschen vorstellbaren Schmerzen. Sie werden häufig auf einer Schmerzskala von 0 bis 10 mit der höchsten Stufe angegeben. Eine klinische Einteilung der Schmerzen kann für die Trigeminusneuralgie anhand der BNI Klassifikation erfolgen, welche eine Hilfestellung zur Abschätzung der Notwendigkeit einer Operation gibt.

## Pathogenese
Bei über 70 % der Patienten kann intraoperativ ein pathologischer Gefäß-Nerven-Kontakt nachgewiesen werden. Zumeist handelt es sich dabei um den Kontakt zwischen der Arteria cerebelli superior und der Wurzel des Nervus trigeminus im Bereich des Hirnstamms. Durch die herzrhythmische Ausdehnung des Gefäßes kommt es zur lokal umschriebenen Demyelinisierung des Nerven. Das bedeutet nicht, dass bei allen Personen mit pathologischem Gefäß-Nerven-Kontakt ein vaskulär bedingtes Schmerzsyndrom vorliegen muss. Neben dieser Theorie besteht die Hypothese einer funktionellen Störung im Kerngebiet des Nervus trigeminus sowie die Hypothese einer Störung im schmerzverarbeitenden System.
Bei der symptomatischen Trigeminusneuralgie führen beispielsweise Raumforderungen und Demyelinisierungsvorgänge im Rahmen der Multiplen Sklerose zu den typischen Schmerzen.

## Differentialdiagnosen
- atypischer Gesichtsschmerz
- Odontogene Infektion
- Glossopharyngeusneuralgie
- alle Formen von Kopfschmerzen (v. a. Trigemino-autonome Kopfschmerzerkrankungen)
- Kraniomandibuläre Dysfunktion
- Paratrigeminales Syndrom
- Trigeminusneuropathie (typisch: Dauerschmerz + Gefühlsstörungen, kein Triggereffekt, oft nach Gesichtsverletzungen)

## Therapie

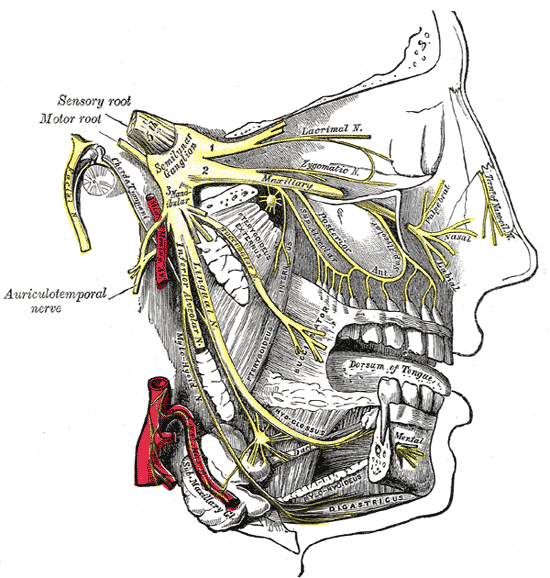
Anatomische Darstellung der drei Äste des Nervus trigeminus;
V1 = Nervus ophthalmicus;
V2 = Nervus maxillaris;
V3 = Nervus mandibularis.

Es stehen sich konservative und operative Therapiemöglichkeiten gegenüber. Zuerst wird immer ein konservativer, also medikamentöser Therapieversuch erfolgen, da alle operativen Eingriffe (mitunter schwerwiegende) Nebenwirkungen aufweisen – ganz abgesehen von der Operabilität des Patienten.
Eine gezielte Behandlung der Trigeminusneuralgie, deren Therapie zu den ältesten Schmerztherapien gehört, war erst möglich, nachdem Fothergill seine Beschreibung der Erkrankung publiziert hatte und damit eine exakte diagnostische Abgrenzung ermöglichte. In der Vergangenheit wurden häufig operative Maßnahmen im Bereich des Gesichtsschädels durchgeführt, weil die Schmerzen bzw. die Funktion des Nervus facialis falsch gedeutet wurden. Georges Mareschal, der Kriegschirurg Ludwigs XIV., führte Ende des 17. Jahrhunderts Durchschneidungen peripherer Trigeminusäste durch – eine Methode, die Ende des 19. Jahrhunderts wieder von Langenbeck und von von Bergmann aufgegriffen wurde, aber häufig zur Anaesthesia dolorosa führte. Noch Anfang des 19. Jahrhunderts, etwa 1822 von von Klein, wurden Durchtrennungen des Nervus facialis empfohlen. Auch die Entfernung von Zähnen oder die Spülung der Kieferhöhlen zeigten keinen therapeutischen Erfolg. Trotzdem müssen pathologische Veränderungen im Zahn-, Mund- und Kieferbereich zuvor ausgeschlossen beziehungsweise therapiert werden – auch um andere Ursachen auszuschließen. Psychotherapeutische Verfahren konnten in ihrer Wirksamkeit ebenfalls nicht belegt werden.

### Konservative Therapie
- Mittel der ersten Wahl: Carbamazepin/Oxcarbazepin
- Mittel der Wahl zur Akuttherapie: Phenytoin (Natriumkanalblocker)
- Daneben gibt es noch eine Reihe weiterer Medikamente, die in ihrer Wirksamkeit in Studien oder empirisch belegt worden sind, wie Baclofen als Zusatztherapie, Lamotrigin, Pregabalin und Gabapentin. Möglicherweise hat auch Levetiracetam einen therapeutischen Effekt.
- Misoprostol ist zur Behandlung der Trigeminusneuralgie bei Multipler Sklerose wirksam.
- Opiate sind nur unzureichend wirksam und nicht in Langzeitstudien untersucht, weshalb die Expertengruppe 2001 ihre Verwendung nicht empfiehlt.[13]

### Operative Therapie
Auch hier stehen verschiedene Therapieoptionen zur Verfügung. Am Ende des 17. Jahrhunderts bestand eine Therapie in der Durchtrennung peripherer Trigeminusäste. Auch Anfang des 19. Jahrhunderts wurde diese Prozedur für den Nervus facialis (in Unkenntnis seiner Funktion) empfohlen. Auch Langenbeck und von Bergmann führten am Ende des 19. Jahrhunderts wieder periphere Trigeminusdurchschneidungen durch. Zur Vermeidung einer Anaesthesia dolorosa führte Victor Horsley 1891 die erste präganglionäre Wurzeldurchschneidung durch, ein Verfahren zur Trigeminusoperation, das von Fedor Krause, der 1893 erstmals das Ganglion Gasseri zur Behandlung der Trigeminusneuralgie exstirpiert hatte, Hardley, William Gibson Spiller, Charles Harrison Frazier und anderen angewendet bzw. propagiert wurde.

#### Verfahren ohne Schädelknocheneröffnung im/am Ganglion Gasseri
Hierunter werden die seit Anfang des 20. Jahrhunderts in Europa vorgenommene Schädigung des Ganglion Gasseri durch Hitze (temperaturgesteuerte Koagulation), durch chemische Substanzen (Glyzerinrhizolyse), und durch mechanischen Druck (Ballonkompression) zusammengefasst. Alle Verfahren sind mit einer frühen Erfolgsquote von mehr als 90 % sehr gut wirksam. Nach zehn Jahren liegt die deutliche Schmerzlinderung bzw. Schmerzfreiheit noch bei 70 bis 80 %. Als Nebenwirkung treten Gefühlsstörungen (evtl. auch schmerzhaft) im Versorgungsgebiet des Trigeminus sowie in seltenen Fällen Gehirnhautentzündungen (1 bis 5 %, je nach Therapieverfahren) auf.

#### Verfahren zur Entlastung des Nervus trigeminus im Kleinhirnbrückenwinkel
Bei der Operation nach Jannetta wird entweder ein Muskelkissen oder körperfremdes Material zwischen den Nervus trigeminus und das komprimierende Gefäß eingebracht. Die frühe Erfolgsquote von 98 Prozent belegt die Wirksamkeit (Schmerzfreiheit bzw. deutliche Schmerzlinderung). Nach 20 Jahren beträgt diese Erfolgsrate noch über 67 Prozent. In 11 Prozent der Fälle musste innerhalb von sechs Jahren erneut operiert werden, wobei die Erfolgsrate nach diesen Re-Operationen deutlich niedriger als nach der Erstoperation lag (nach fünf Jahren nur noch bei 51 Prozent). Als Nebenwirkung treten in 3 bis 30 Prozent der Fälle Gefühlsstörungen (meist in Form einer Verminderung des Gefühls) im Trigeminusgebiet sowie in bis zu 5 Prozent der Fälle eine Taubheit auf dem gleichseitigen Ohr auf.

### Radiochirurgische Behandlungsverfahren
Die Radiochirurgie ist eine nicht-invasive Behandlungsmethode, die hochpräzise gebündelte Strahlen verwendet, um gezielte Schäden im Bereich des betroffenen Trigeminusnervs zu verursachen. Dieses Verfahren zielt darauf ab, die Nervenleitung zu stören und die Übertragung der schmerzhaften Signale zu reduzieren, ohne das umliegende Gewebe zu beeinträchtigen. Die frühe Erfolgsrate liegt bei etwa 86 Prozent, sinkt jedoch nach knapp drei Jahren auf etwa 75 Prozent ab. Es handelt sich um eine relativ junge Therapieoption, so dass Langzeitergebnisse noch abgewartet werden müssen.